# 画架の前の自画像 (レンブラント)
『画架の前の自画像』（がかのまえのじがぞう、仏: Autoportrait au chevalet et à l'appuie-main de peintre、英: Self-Portrait at the Easel）は、17世紀オランダ黄金時代の巨匠レンブラント・ファン・レインが晩年の1660年にキャンバス上に油彩で制作した自画像である。画面下部右側に「Rem. / f.1660」という画家の署名と制作年が記されている。作品は1671年ごろ、フランス国王ルイ14世によって特定されていない個人所有者から購入され、1793年以来、パリのルーヴル美術館に所蔵されている。

## 作品
レンブラントは生涯を通じて自画像を描き続け、ほとんど途切れのない絵画による「自伝」を作り上げた。あらゆる大画家のうちでも、レンブラントほど数多い自画像を残した画家はいない。等身大の半身自画像である本作は、美術史美術館 (ウィーン) の『自画像』 (1652年)、フリック・コレクション (ニューヨーク) の『自画像』 (1658年)、ケンウッド・ハウス (ロンドン) の『二つの円のある自画像』 (1665-1669年) とともにレンブラント晩年の大きな自画像の1つである。また、右手にモールスティック (腕鎮) 、左手に絵筆とパレットを持って絵画を制作中の自身を表し、画家としての身分を強調したレンブラントの稀な自画像の1つとなっている。同時に、本作はおそらく、そうした自画像中の最初のものである。
レンブランはスモックかエプロンのようなものを着用しており、その表面の染みは左手に持つパレットを連想させる。素朴な白い帽子を被って頭髪を抑え、髪が生乾きの絵具の上に落ちないようにしている。頭の周りに暗い影があるところを見ると、当初はもっと幅広で仰々しいベレー帽にするつもりであったようである。それを素朴な帽子にしたことにより、私的な雰囲気が醸し出されている。この白い帽子は大きな筆さばきで描かれ、神秘的な光を周囲に放っている。画面右端に垣間見えるのは画架で、右手に握られたモールスティックから、レンブラントが束の間、仕事の手を休めていることがうかがえる。
以前のきわめて自我の強い、楽観的な自画像とは異なり、この絵画のレンブラントにはいくらか諦念が漂っている。同時に、彼は自身への確信に満ちた落ち着いた表情をしている。当時のレンブラントは、破産、財産の競売処分、自宅の売却という苦難の時期を乗り越えたところであった。

## ギャラリー

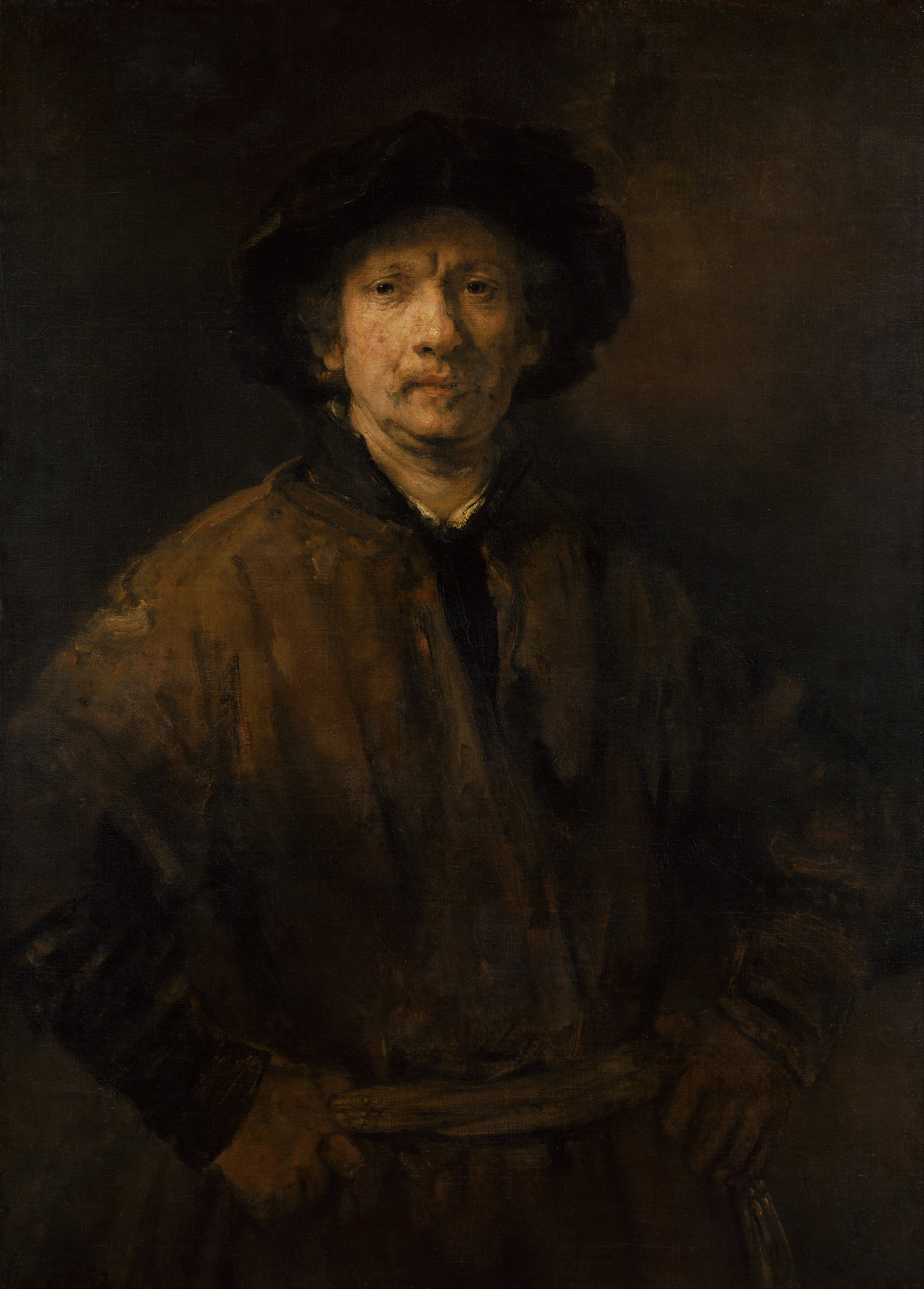
『自画像』 (1652年)、美術史美術館、ウィーン)
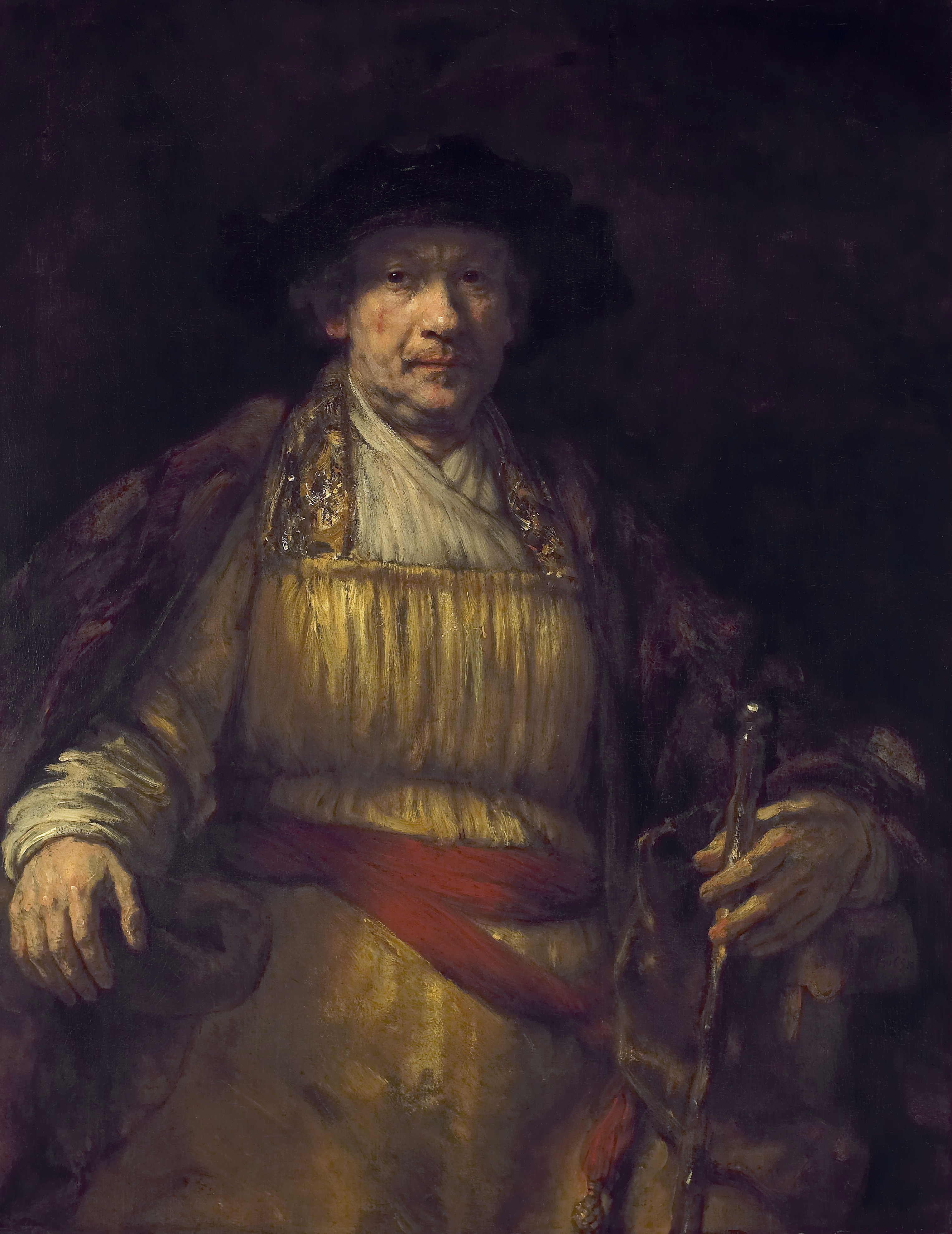
『自画像』 (1658年)、フリック・コレクション、ニューヨーク
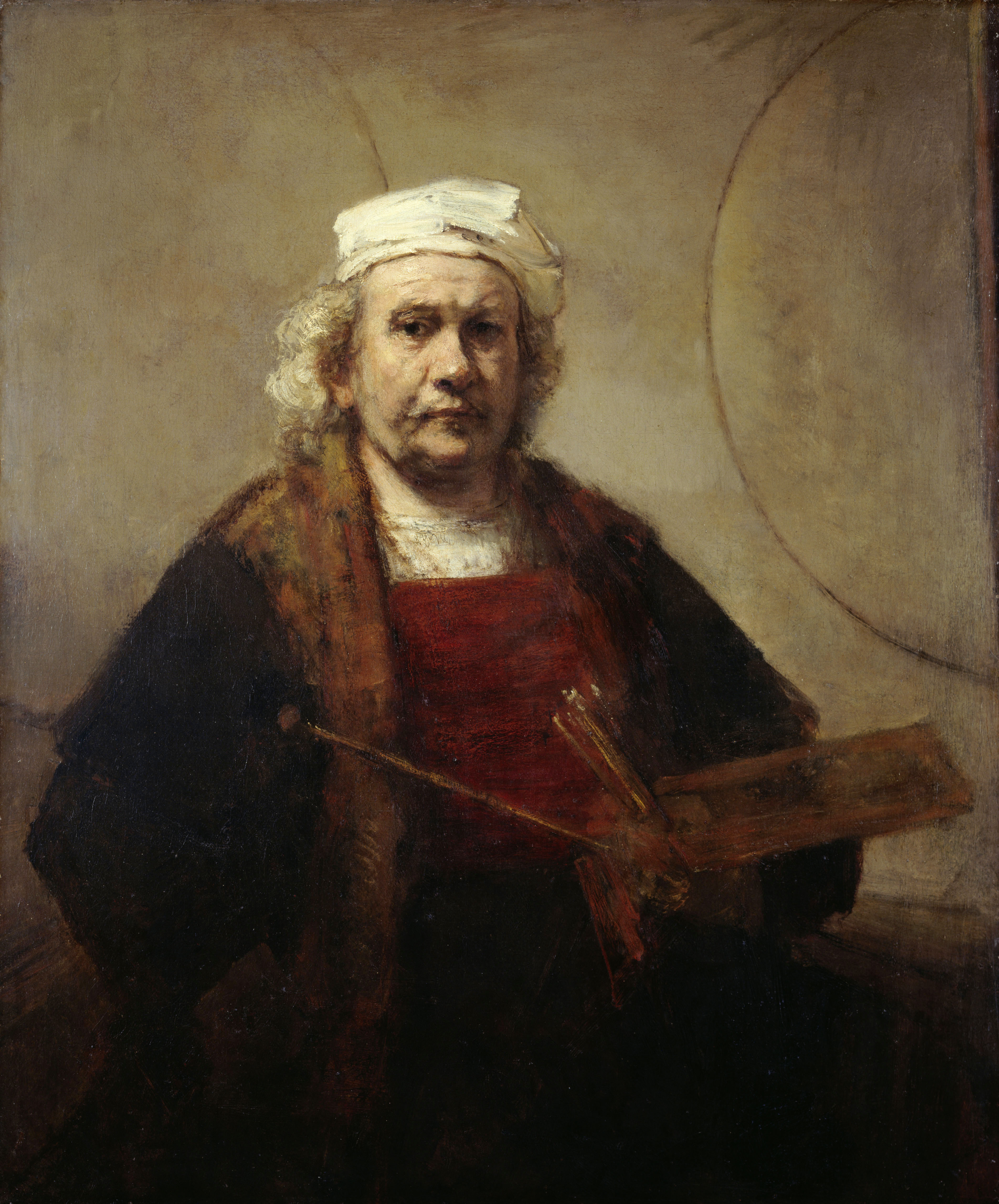
『二つの円のある自画像』(1665-1669年)、ケンウッド・ハウス、ロンドン